# جوزيف سبرويت اكبر
جوزيف سبرويت أكبر (بالفرنسية: Joseph Spruyt)‏ ولد بتاريخ 25 فبراير 1943 في بلجيكا، هو دراج بلجيكي سابق في صنف سباق الدراجات على الطريق.

## سجل النتائج

### سباقات أو مراحل فاز بها
- طواف فرنسا

## روابط خارجية
- جوزيف سبرويت اكبر على موقع أرشيف الدراجات (الإنجليزية)
- جوزيف سبرويت اكبر على موقع إحصائيات الدراجات الإحترافية (الإنجليزية)
- جوزيف سبرويت اكبر على موقع CycleBase (الإنجليزية)